# Missioni della Sojuz
Lista dei voli della navetta spaziale Sojuz.

## Sojuz 7k (1967-1981)
Questo modello è stato progettato durante la corsa allo spazio per l'atterraggio sulla Luna, anche se i lanci con equipaggio non superarono mai l'orbita terrestre bassa. Con il fallimento del vettore N1, furono prodotte la versione OKS e la 7k-T per il rifornimento delle stazioni spaziali della serie Saljut.
| N° | Missione           | Emblema                                            | Modello       | Data di lancio    | Data di atterraggio | Equipaggio | Aggancio | Esito    |
| -- | ------------------ | -------------------------------------------------- | ------------- | ----------------- | ------------------- | --- | --- | -------- |
| —  | Cosmos 133         |                                                    | Sojuz 7K-OK   | 28 novembre 1966  | 30 novembre 1966    | volo automatico | Aggancio con la Sojuz 7K-OK N° 1 cancellato | Fallito  |
| —  | Sojuz 7K-OK N° 1   |                                                    | Sojuz 7K-OK   | 14 dicembre 1966  |                     | volo automatico | Cosmos 133 — Cancellato | Fallito  |
| —  | Cosmos 140         |                                                    | Sojuz 7K-OK   | 9 febbraio 1967   | 11 febbraio 1967    | volo automatico | | Riuscito |
| —  | Cosmos 146         |                                                    | Sojuz 7K-L1   | 10 marzo 1967     | 18 marzo 1967       | volo automatico | | Riuscito |
| —  | Cosmos 154         |                                                    | Sojuz 7K-L1   | 8 aprile 1967     | 10 aprile 1967      | volo automatico | | Fallito  |
| 1  | Sojuz 1            |                                                    | Sojuz 7K-OK   | 23 aprile 1967    | 24 aprile 1967      | Vladimir Komarov (ucciso durante l'atterraggio per un problema al paracadute principale)                                                         | Sojuz 2A (previsto) | Fallito  |
| —  | Sojuz 7K-L1 No.4L  |                                                    | Sojuz 7K-L1   | 27 settembre 1967 |                     | volo automatico (lancio non riuscito) | | Fallito  |
| —  | Cosmos 186         |                                                    | Sojuz 7K-OK   | 27 ottobre 1967   | 31 ottobre 1967     | volo automatico | Cosmos 188 | Riuscito |
| —  | Cosmos 188         |                                                    | Sojuz 7K-OK   | 30 ottobre 1967   | 2 novembre 1967     | volo automatico | Cosmos 186 | Riuscito |
| —  | Sojuz 7K-L1 No.5L  |                                                    | Sojuz 7K-L1   | 22 novembre 1967  |                     | volo automatico (lancio non riuscito) | | Fallito  |
| —  | Zond 4             |                                                    | Sojuz 7K-L1   | 2 marzo 1968      | 7 marzo 1968        | volo automatico | | Parziale |
| —  | Cosmos 212         |                                                    | Sojuz 7K-OK   | 14 aprile 1968    | 19 aprile 1968      | volo automatico | Cosmos 213 | Riuscito |
| —  | Cosmos 213         |                                                    | Sojuz 7K-OK   | 15 aprile 1968    | 20 aprile 1968      | volo automatico | Cosmos 212 | Riuscito |
| —  | Sojuz 7K-L1 No.7L  |                                                    | Sojuz 7K-L1   | 22 aprile 1968    |                     | volo automatico (lancio non riuscito) | | Fallito  |
| —  | Sojuz 7K-L1 No.8L  |                                                    | Sojuz 7K-L1   | 21 luglio 1968    |                     | volo automatico (Razzo esploso sulla rampa) | | Fallito  |
| —  | Cosmos 238         |                                                    | Sojuz 7K-OK   | 28 agosto 1968    | 1 settembre 1968    | volo automatico | | Riuscito |
| —  | Zond 5             |                                                    | Sojuz 7K-L1   | 14 settembre 1968 | 22 settembre 1968   | volo automatico | | Parziale |
| 2  | Sojuz 2            |                                                    | Sojuz 7K-OK   | 25 ottobre 1968   | 28 ottobre 1968     | volo automatico | Sojuz 3 — Aggancio fallito per errori nell'orientamento dei veicoli spaziali                                                                    | Parziale |
| 3  | Sojuz 3            |                                                    | Sojuz 7K-OK   | 26 ottobre 1968   | 30 ottobre 1968     | Georgy Beregovoy | Sojuz 2 — Aggancio fallito per errori nell'orientamento dei veicoli spaziali                                                                    | Parziale |
| —  | Zond 6             |                                                    | Sojuz 7K-L1   | 10 novembre 1968  | 17 novembre 1968    | volo automatico | | Parziale |
| 4  | Sojuz 4            |                                                    | Sojuz 7K-OK   | 14 gennaio 1969   | 17 gennaio 1969     | Vladimir Šatalov | Sojuz 5 | Riuscito |
| 4  | Sojuz 4            | Vladimir Šatalov, Aleksej Eliseev, Evgenij Chrunov | Sojuz 7K-OK   | 14 gennaio 1969   | 17 gennaio 1969     | | Sojuz 5 | Riuscito |
| 5  | Sojuz 5            |                                                    | Sojuz 7K-OK   | 15 gennaio 1969   | 18 gennaio 1969     | Boris Volynov, Aleksej Eliseev, Evgenij Chrunov                                                                                                  | Sojuz 4 | Riuscito |
| 5  | Sojuz 5            | Boris Volynov                                      | Sojuz 7K-OK   | 15 gennaio 1969   | 18 gennaio 1969     | | Sojuz 4 | Riuscito |
| —  | Sojuz 7K-L1 No.13L |                                                    | Sojuz 7K-L1   | 20 gennaio 1969   |                     | volo automatico (lancio non riuscito) | | Fallito  |
| —  | Zond-M 1           |                                                    | Sojuz 7K-L1   | 21 febbraio 1969  |                     | volo automatico (lancio non riuscito) | | Fallito  |
| —  | Zond-M 2           |                                                    | Sojuz 7K-L1   | 3 luglio 1969     |                     | volo automatico (lancio non riuscito) | | Fallito  |
| —  | Zond 7             |                                                    | Sojuz 7K-L1   | 7 agosto 1969     | 14 agosto 1969      | volo automatico | | Riuscito |
| 6  | Sojuz 6            |                                                    | Sojuz 7K-OK   | 11 ottobre 1969   | 16 ottobre 1969     | Georgij Šonin, Valerij Kubasov | L'equipaggio avrebbe dovuto catturare immagini dell'aggancio tra le Sojuz 7 e 8, ma ciò non è stato possibile                                   | Parziale |
| 7  | Sojuz 7            |                                                    | Sojuz 7K-OK   | 12 ottobre 1969   | 17 ottobre 1969     | Anatolij Filipčenko, Vladislav Volkov, Viktor Gorbatko                                                                                           | Sojuz 8 — Fallito per un errore nel sistema di rendezvous                                                                                       | Parziale |
| 8  | Sojuz 8            |                                                    | Sojuz 7K-OK   | 13 ottobre 1969   | 18 ottobre 1969     | Vladimir Šatalov, Aleksej Eliseev | Sojuz 7 — Fallito per un errore nel sistema di rendezvous                                                                                       | Parziale |
| —  | Sojuz 7K-L1E No.1  |                                                    | Sojuz 7K-L1E  | 28 novembre 1969  |                     | volo automatico (lancio non riuscito) | | Fallito  |
| 9  | Sojuz 9            |                                                    | Sojuz 7K-OK   | 1 giugno 1970     | 19 giugno 1970      | Andrijan Nikolaev, Vitalij Sevast'janov | | Riuscito |
| —  | Zond 8             |                                                    | Sojuz 7K-L1   | 20 ottobre 1970   | 27 ottobre 1970     | volo automatico | | Riuscito |
| —  | Cosmos 379         |                                                    | LK            | 24 novembre 1970  | 21 settembre 1983   | volo automatico | | Riuscito |
| —  | Cosmos 382         |                                                    | Sojuz 7K-L1E  | 2 dicembre 1970   | tuttora in orbita   | volo automatico | | Riuscito |
| —  | Cosmos 398         |                                                    | LK T2K        | 26 febbraio 1971  | 10 dicembre 1995    | volo automatico | | Riuscito |
| 10 | Sojuz 10           |                                                    | Sojuz 7K-OKS  | 23 aprile 1971    | 25 aprile 1971      | Vladimir Šatalov, Aleksej Eliseev, Nikolaj Rukavišnikov                                                                                          | Saljut 1 — L'equipaggio non è stato in grado di raggiungere un attracco completo per via di danni al sistema di docking                         | Parziale |
| 11 | Sojuz 11           |                                                    | Sojuz 7K-OKS  | 6 giugno 1971     | 30 giugno 1971      | Georgij Dobrovol'skij, Vladislav Volkov, Viktor Pacaev (L'equipaggio è morto durante il rientro per la depressurizzazione del modulo di discesa) | Saljut 1 | Fallito  |
| —  | Sojuz 7K-LOK No.1  |                                                    | Sojuz 7K-LOK  | 26 giugno 1971    |                     | volo automatico (lancio non riuscito) | | Fallito  |
| —  | Cosmos 434         |                                                    | LK T2K        | 12 agosto 1971    | 22 agosto 1981      | volo automatico | | Riuscito |
| —  | Cosmos 496         |                                                    | Sojuz 7K-T    | 26 giugno 1972    | 2 luglio 1972       | volo automatico | | Riuscito |
| —  | Sojuz 7K-LOK No.2  |                                                    | Sojuz 7K-LOK  | 23 novembre 1972  |                     | volo automatico (lancio non riuscito) | | Fallito  |
| —  | Cosmos 573         |                                                    | Sojuz 7K-T    | 15 giugno 1973    | 17 giugno 1973      | volo automatico | | Riuscito |
| 12 | Sojuz 12           |                                                    | Sojuz 7K-T    | 27 settembre 1973 | 29 settembre 1973   | Vasilij Lazarev, Oleg Makarov | | Riuscito |
| —  | Cosmos 613         |                                                    | Sojuz 7K-T    | 30 novembre 1973  | 29 gennaio 1974     | volo automatico | | Riuscito |
| 13 | Sojuz 13           |                                                    | Sojuz 7K-T    | 18 dicembre 1973  | 26 dicembre 1973    | Pëtr Klimuk, Valentin Lebedev | | Riuscito |
| —  | Cosmos 638         |                                                    | Sojuz 7K-TM   | 3 aprile 1974     | 13 aprile 1974      | volo automatico | | Riuscito |
| —  | Cosmos 656         |                                                    | Sojuz 7K-T    | 27 maggio 1974    | 29 maggio 1974      | volo automatico | | Riuscito |
| 14 | Sojuz 14           |                                                    | Sojuz 7K-T/A9 | 3 luglio 1974     | 19 luglio 1974      | Pavel Popovič, Jurij Artjuchin | Saljut 3 | Riuscito |
| —  | Cosmos 670         |                                                    | Sojuz 7K-S    | 6 agosto 1974     | 9 agosto 1974       | volo automatico | | Riuscito |
| —  | Cosmos 672         |                                                    | Sojuz 7K-TM   | 12 agosto 1974    | 18 agosto 1974      | volo automatico | | Riuscito |
| 15 | Sojuz 15           |                                                    | Sojuz 7K-T/A9 | 26 agosto 1974    | 28 agosto 1974      | Gennadij Sarafanov, Lev Dëmin | Saljut 3— Aggancio fallito per problemi al sistema di docking, con conseguente rientro anticipato.                                              | Fallito  |
| 16 | Sojuz 16           |                                                    | Sojuz 7K-TM   | 2 dicembre 1974   | 8 dicembre 1974     | Anatolij Filipčenko, Nikolaj Rukavišnikov | | Riuscito |
| 17 | Sojuz 17           |                                                    | Sojuz 7K-T    | 11 gennaio 1975   | 9 febbraio 1975     | Aleksej Gubarev, Georgij Grečko | Saljut 4 | Riuscito |
| 18 | Sojuz 18A          |                                                    | Sojuz 7K-T    | 5 aprile 1975     | 5 aprile 1975       | Vasilij Lazarev, Oleg Makarov (Lancio abortito a T+295 secondi, l'equipaggio è stato esposto a 21 g di decelerazione)                            | Saljut 4 | Fallito  |
| 19 | Sojuz 18           |                                                    | Sojuz 7K-T    | 24 maggio 1975    | 26 luglio 1975      | Pëtr Klimuk, Vitalij Sevast'janov | Saljut 4 | Riuscito |
| 20 | Sojuz 19           |                                                    | Sojuz 7K-TM   | 15 luglio 1975    | 21 luglio 1975      | Aleksej Leonov, Valerij Kubasov | ASTP | Riuscito |
| —  | Cosmos 772         |                                                    | Sojuz 7K-S    | 29 settembre 1975 | 2 ottobre 1975      | volo automatico | | Fallito  |
| 21 | Sojuz 20           |                                                    | Sojuz 7K-T/A9 | 17 novembre 1975  | 16 febbraio 1976    | volo automatico | Saljut 4 | Riuscito |
| 22 | Sojuz 21           |                                                    | Sojuz 7K-T/A9 | 6 luglio 1976     | 24 agosto 1976      | Boris Volynov, Vitalij Žolobov | Saljut 5 | Parziale |
| 23 | Sojuz 22           |                                                    | Sojuz 7K-TM   | 15 settembre 1976 | 23 settembre 1976   | Valerij Bykovskij, Vladimir Aksënov | Saljut 5 | Riuscito |
| 24 | Sojuz 23           |                                                    | Sojuz 7K-T/A9 | 14 ottobre 1976   | 16 ottobre 1976     | Vjačeslav Zudov, Valerij Roždestvenskij | Saljut 5 — Aggancio fallito per problemi al sistema di docking                                                                                  | Fallito  |
| —  | Cosmos 869         |                                                    | Sojuz 7K-S    | 29 novembre 1976  | 17 dicembre 1976    | volo automatico | | Fallito  |
| 25 | Sojuz 24           |                                                    | Sojuz 7K-T/A9 | 7 febbraio 1977   | 25 febbraio 1977    | Viktor Gorbatko, Jurij Glazkov | Saljut 5 | Riuscito |
| 26 | Sojuz 25           |                                                    | Sojuz 7K-T    | 9 ottobre 1977    | 11 ottobre 1977     | Uladzimir Kavalënak, Valerij Rjumin | Saljut 6 — Aggancio fallito per problemi al sistema di docking                                                                                  | Fallito  |
| 27 | Sojuz 26           |                                                    | Sojuz 7K-T    | 10 dicembre 1977  | 16 gennaio 1978     | Jurij Romanenko, Vladimir Džanibekov | Saljut 6 | Riuscito |
| 27 | Sojuz 26           | Georgij Grečko, Oleg Makarov                       | Sojuz 7K-T    | 10 dicembre 1977  | 16 gennaio 1978     | | Saljut 6 | Riuscito |
| 28 | Sojuz 27           |                                                    | Sojuz 7K-T    | 10 gennaio 1978   | 16 marzo 1978       | Georgij Grečko, Oleg Makarov | Saljut 6 | Riuscito |
| 28 | Sojuz 27           | Jurij Romanenko, Vladimir Džanibekov               | Sojuz 7K-T    | 10 gennaio 1978   | 16 marzo 1978       | | Saljut 6 | Riuscito |
| 29 | Sojuz 28           |                                                    | Sojuz 7K-T    | 2 marzo 1978      | 10 marzo 1978       | Aleksej Gubarev, Vladimír Remek (Primo equipaggio internazionale)                                                                                | Saljut 6 | Riuscito |
| 30 | Sojuz 29           |                                                    | Sojuz 7K-T    | 15 giugno 1978    | 3 settembre 1978    | Uladzimir Kavalënak, Aleksandr Ivančenkov | Saljut 6 | Riuscito |
| 30 | Sojuz 29           | Valerij Bykovskij, Sigmund Jähn                    | Sojuz 7K-T    | 15 giugno 1978    | 3 settembre 1978    | | Saljut 6 | Riuscito |
| 31 | Sojuz 30           |                                                    | Sojuz 7K-T/A9 | 27 giugno 1978    | 5 luglio 1978       | Pëtr Klimuk, Mirosław Hermaszewski | Saljut 6 | Riuscito |
| 32 | Sojuz 31           |                                                    | Sojuz 7K-T    | 26 agosto 1978    | 2 novembre 1978     | Valerij Bykovskij, Sigmund Jähn | Saljut 6 | Riuscito |
| 32 | Sojuz 31           | Uladzimir Kavalënak, Aleksandr Ivančenkov          | Sojuz 7K-T    | 26 agosto 1978    | 2 novembre 1978     | | Saljut 6 | Riuscito |
| 33 | Sojuz 32           |                                                    | Sojuz 7K-T    | 25 febbraio 1979  | 13 giugno 1979      | Vladimir Ljachov, Valerij Rjumin | Saljut 6 | Riuscito |
| 33 | Sojuz 32           | Atterrata senza equipaggio                         | Sojuz 7K-T    | 25 febbraio 1979  | 13 giugno 1979      | | Saljut 6 | Riuscito |
| 34 | Sojuz 33           |                                                    | Sojuz 7K-T    | 10 aprile 1979    | 12 aprile 1979      | Nikolaj Rukavišnikov, Georgi Ivanov | Saljut 6 — Aggancio fallito per un guasto ad motore principale e al sistema di aggancio, la Sojuz è stata deorbitata usando i motori secondari. | Fallito  |
| 35 | Sojuz 34           |                                                    | Sojuz 7K-T    | 6 giugno 1979     | 19 agosto 1979      | Lanciata senza equipaggio | Saljut 6 | Riuscito |
| 35 | Sojuz 34           | Vladimir Ljachov, Valerij Rjumin                   | Sojuz 7K-T    | 6 giugno 1979     | 19 agosto 1979      | | Saljut 6 | Riuscito |
| 37 | Sojuz 35           |                                                    | Sojuz 7K-T    | 9 aprile 1980     | 3 giugno 1980       | Leonid Popov, Valerij Rjumin | Saljut 6 | Riuscito |
| 37 | Sojuz 35           | Valerij Kubasov, Bertalan Farkas                   | Sojuz 7K-T    | 9 aprile 1980     | 3 giugno 1980       | | Saljut 6 | Riuscito |
| 38 | Sojuz 36           |                                                    | Sojuz 7K-T    | 26 maggio 1980    | 31 luglio 1980      | Valerij Kubasov, Bertalan Farkas | Saljut 6 | Riuscito |
| 38 | Sojuz 36           | Viktor Gorbatko, Pham Tuân                         | Sojuz 7K-T    | 26 maggio 1980    | 31 luglio 1980      | | Saljut 6 | Riuscito |
| 40 | Sojuz 37           |                                                    | Sojuz 7K-T    | 23 luglio 1980    | 11 ottobre 1980     | Viktor Gorbatko, Pham Tuân | Saljut 6 | Riuscito |
| 40 | Sojuz 37           | Leonid Popov, Valerij Rjumin                       | Sojuz 7K-T    | 23 luglio 1980    | 11 ottobre 1980     | | Saljut 6 | Riuscito |
| 41 | Sojuz 38           |                                                    | Sojuz 7K-T    | 18 settembre 1980 | 26 settembre 1980   | Jurij Romanenko, Arnaldo Tamayo Méndez | Saljut 6 | Riuscito |
| 44 | Sojuz 39           |                                                    | Sojuz 7K-T    | 22 marzo 1981     | 30 marzo 1981       | Vladimir Džanibekov, Žùgdėrdėmidijn Gùrragčaa | Saljut 6 | Riuscito |
| 45 | Sojuz 40           |                                                    | Sojuz 7K-T    | 14 maggio 1981    | 22 maggio 1981      | Leonid Popov, Dumitru Prunariu | Saljut 6 | Riuscito |

## Sojuz T (1978-1986)
Questa versione è stata progettata a seguito dei suggerimenti americani durante la missione ASTP per migliorarne la sicurezza.
| N° | Missione    | Emblema                                              | Modello | Data di lancio    | Data di atterraggio | Equipaggio | Aggancio                                                 | Esito    |
| -- | ----------- | ---------------------------------------------------- | ------- | ----------------- | ------------------- | --- | -------------------------------------------------------- | -------- |
| —  | Cosmos 1001 |                                                      | Sojuz T | 4 aprile 1978     | 15 aprile 1978      | Volo automatico |                                                          | Fallito  |
| —  | Cosmos 1074 |                                                      | Sojuz T | 31 gennaio 1979   | 1 aprile 1979       | Volo automatico |                                                          | Riuscito |
| 36 | Sojuz T-1   |                                                      | Sojuz T | 16 dicembre 1979  | 25 marzo 1980       | Volo automatico | Saljut 6                                                 | Riuscito |
| 39 | Sojuz T-2   |                                                      | Sojuz T | 5 giugno 1980     | 9 giugno 1980       | Jurij Malyšev, Vladimir AksyAksënovonov | Saljut 6                                                 | Riuscito |
| 42 | Sojuz T-3   |                                                      | Sojuz T | 27 novembre 1980  | 10 dicembre 1980    | Leonid Kizim, Oleg Makarov, Gennadij Strekalov | Saljut 6                                                 | Riuscito |
| 43 | Sojuz T-4   |                                                      | Sojuz T | 12 marzo 1981     | 26 maggio 1981      | Uladzimir Kavalënak, Viktor Savinych | Saljut 6                                                 | Riuscito |
| 46 | Sojuz T-5   |                                                      | Sojuz T | 13 maggio 1982    | 27 agosto 1982      | Anatolij Berezovoj, Valentin Lebedev | Saljut 7                                                 | Riuscito |
| 46 | Sojuz T-5   | Leonid Popov, Aleksandr Serebrov, Svetlana Savickaja | Sojuz T | 13 maggio 1982    | 27 agosto 1982      | | Saljut 7                                                 | Riuscito |
| 47 | Sojuz T-6   |                                                      | Sojuz T | 24 giugno 1982    | 2 luglio 1982       | Vladimir Džanibekov, Aleksandr Ivančenkov, Jean-Loup Chrétien | Saljut 7                                                 | Riuscito |
| 48 | Sojuz T-7   |                                                      | Sojuz T | 19 agosto 1982    | 10 dicembre 1982    | Leonid Popov, Aleksandr Serebrov, Svetlana Savickaja | Saljut 7                                                 | Riuscito |
| 48 | Sojuz T-7   | Anatoli Berezovoy, Valentin Lebedev                  | Sojuz T | 19 agosto 1982    | 10 dicembre 1982    | | Saljut 7                                                 | Riuscito |
| 49 | Sojuz T-8   |                                                      | Sojuz T | 22 aprile 1983    | 24 aprile 1983      | Vladimir Titov, Gennadij Strekalov, Aleksandr Serebrov | Saljut 7 — Aggancio fallito per un'antenna rotta         | Fallito  |
| 50 | Sojuz T-9   |                                                      | Sojuz T | 27 giugno 1983    | 23 novembre 1983    | Vladimir Ljachov, Aleksandr Aleksandrov | Saljut 7                                                 | Riuscito |
| 51 | Sojuz T-10A |                                                      | Sojuz T | 26 settembre 1983 | 26 settembre 1983   | Vladimir Titov, Gennadij Strekalov (Il razzo ha preso fuoco durante gli ultimi istanti del countdown, il sistema di abbandono è entrato in funzione due secondi prima dell'esplosione del vettore) |                                                          | Fallito  |
| 52 | Sojuz T-10  |                                                      | Sojuz T | 8 febbraio 1984   | 11 aprile 1984      | Leonid Kizim, Vladimir Solovëv, Oleg At'kov | Saljut 7                                                 | Riuscito |
| 52 | Sojuz T-10  | Jurij Malyšev, Gennadij Strekalov, Rakesh Sharma     | Sojuz T | 8 febbraio 1984   | 11 aprile 1984      | | Saljut 7                                                 | Riuscito |
| 53 | Sojuz T-11  |                                                      | Sojuz T | 3 aprile 1984     | 2 ottobre 1984      | Jurij Malyšev, Gennadij Strekalov, Rakesh Sharma | Saljut 7                                                 | Riuscito |
| 53 | Sojuz T-11  | Leonid Kizim, Vladimir Solovëv, Oleg Atkov           | Sojuz T | 3 aprile 1984     | 2 ottobre 1984      | | Saljut 7                                                 | Riuscito |
| 55 | Sojuz T-12  |                                                      | Sojuz T | 17 luglio 1984    | 29 luglio 1984      | Vladimir Džanibekov, Svetlana Savickaja, Igor' Volk | Saljut 7                                                 | Riuscito |
| 48 | Sojuz T-13  |                                                      | Sojuz T | 6 giugno 1985     | 26 settembre 1986   | Vladimir Džanibekov, Viktor Savinych | Saljut 7 — Missione di recupero della stazione           | Riuscito |
| 48 | Sojuz T-13  | Vladimir Džanibekov, Georgij Grečko                  | Sojuz T | 6 giugno 1985     | 26 settembre 1986   | | Saljut 7 — Missione di recupero della stazione           | Riuscito |
| 56 | Sojuz T-14  |                                                      | Sojuz T | 17 settembre 1985 | 21 novembre 1985    | Vladimir Vasjutin, Georgij Grečko, Alexander Volkov | Saljut 7                                                 | Riuscito |
| 56 | Sojuz T-14  | Vladimir Vasjutin, Viktor Savinych, Alexander Volkov | Sojuz T | 17 settembre 1985 | 21 novembre 1985    | | Saljut 7                                                 | Riuscito |
| 57 | Sojuz T-15  |                                                      | Sojuz T | 13 marzo 1986     | 16 luglio 1986      | Leonid Kizim, Vladimir Solovëv | Mir → Saljut 7 → Mir — Primo volo da stazione a stazione | Riuscito |

## Sojuz TM (1987-2002)
Introdotta per il trasporto di astronauti verso la Mir e in seguito verso la ISS, ha introdotto una serie di migliorie per aumentare l'autonomia e un nuovo sistema di rendezvous.
| N° | Missione    | Emblema                                                           | Modello  | Data di lancio   | Data di atterraggio | Equipaggio                                                     | Aggancio | Risultato |
| -- | ----------- | ----------------------------------------------------------------- | -------- | ---------------- | ------------------- | -------------------------------------------------------------- | -------- | --------- |
| 58 | Sojuz TM-1  |                                                                   | Sojuz TM | 21 maggio 1986   | 30 maggio 1986      | Volo automatico                                                | Mir      | Riuscito  |
| 59 | Sojuz TM-2  |                                                                   | Sojuz TM | 5 febbraio 1987  | 30 luglio 1987      | Jurij Romanenko, Aleksandr Lavejkin                            | Mir      | Riuscito  |
| 59 | Sojuz TM-2  | Aleksandr Viktorenko, Aleksandr Lavejkin, Muhammed Faris          | Sojuz TM | 5 febbraio 1987  | 30 luglio 1987      |                                                                | Mir      | Riuscito  |
| 60 | Sojuz TM-3  |                                                                   | Sojuz TM | 22 luglio 1987   | 29 dicembre 1987    | Alexander Viktorenko, Aleksandr Aleksandrov, Muhammed Faris    | Mir      | Riuscito  |
| 60 | Sojuz TM-3  | Jurij Romanenko, Aleksandr Aleksandrov, Anatolij Levčenko         | Sojuz TM | 22 luglio 1987   | 29 dicembre 1987    |                                                                | Mir      | Riuscito  |
| 61 | Sojuz TM-4  |                                                                   | Sojuz TM | 21 dicembre 1987 | 17 giugno 1988      | Vladimir Titov, Musa Manarov, Anatolij Levčenko                | Mir      | Riuscito  |
| 61 | Sojuz TM-4  | Anatolij Solov'ëv, Viktor Savinych, Aleksandr Aleksandrov         | Sojuz TM | 21 dicembre 1987 | 17 giugno 1988      |                                                                | Mir      | Riuscito  |
| 62 | Sojuz TM-5  |                                                                   | Sojuz TM | 7 giugno 1988    | 7 settembre 1988    | Anatolij Solov'ëv, Viktor Savinych, Aleksandr Aleksandrov      | Mir      | Riuscito  |
| 62 | Sojuz TM-5  | Vladimir Ljachov, Abdul Mohmand                                   | Sojuz TM | 7 giugno 1988    | 7 settembre 1988    |                                                                | Mir      | Riuscito  |
| 63 | Sojuz TM-6  |                                                                   | Sojuz TM | 29 agosto 1988   | 21 dicembre 1988    | Vladimir Ljachov, Valerij Poljakov, Abdul Mohmand              | Mir      | Riuscito  |
| 63 | Sojuz TM-6  | Vladimir Titov, Musa Manarov, Jean-Loup Chrétien                  | Sojuz TM | 29 agosto 1988   | 21 dicembre 1988    |                                                                | Mir      | Riuscito  |
| 63 | Sojuz TM-7  |                                                                   | Sojuz TM | 26 novembre 1988 | 27 aprile 1989      | Alexander Volkov, Sergej Krikalëv, Jean-Loup Chrétien          | Mir      | Riuscito  |
| 63 | Sojuz TM-7  | Alexander Volkov, Sergej Krikalëv, Valerij Poljakov               | Sojuz TM | 26 novembre 1988 | 27 aprile 1989      |                                                                | Mir      | Riuscito  |
| 65 | Sojuz TM-8  |                                                                   | Sojuz TM | 5 settembre 1989 | 19 febbraio 1990    | Alexander Viktorenko, Aleksandr Serebrov                       | Mir      | Riuscito  |
| 66 | Sojuz TM-9  |                                                                   | Sojuz TM | 11 febbraio 1990 | 9 agosto 1990       | Anatolij Solov'ëv, Aleksandr Balandin                          | Mir      | Riuscito  |
| 67 | Sojuz TM-10 |                                                                   | Sojuz TM | 1 agosto 1990    | 10 dicembre 1990    | Gennadij Manakov, Gennadij Strekalov                           | Mir      | Riuscito  |
| 67 | Sojuz TM-10 | Gennadij Manakov, Gennadij Strekalov, Toyohiro Akiyama (Reporter) | Sojuz TM | 1 agosto 1990    | 10 dicembre 1990    |                                                                | Mir      | Riuscito  |
| 68 | Sojuz TM-11 |                                                                   | Sojuz TM | 2 dicembre 1990  | 26 maggio 1990      | Viktor Afanas'ev, Musa Manarov, Toyohiro Akiyama (Reporter)    | Mir      | Riuscito  |
| 68 | Sojuz TM-11 | Viktor Afanas'ev, Musa Manarov, Helen Sharman                     | Sojuz TM | 2 dicembre 1990  | 26 maggio 1990      |                                                                | Mir      | Riuscito  |
| 69 | Sojuz TM-12 |                                                                   | Sojuz TM | 18 maggio 1991   | 10 ottobre 1991     | Anatolij Arcebarskij, Sergej Krikalëv, Helen Sharman           | Mir      | Riuscito  |
| 69 | Sojuz TM-12 | Anatolij Arcebarskij, Toqtar Äwbäkirov, Franz Viehböck            | Sojuz TM | 18 maggio 1991   | 10 ottobre 1991     |                                                                | Mir      | Riuscito  |
| 70 | Sojuz TM-13 |                                                                   | Sojuz TM | 2 ottobre 1991   | 25 marzo 1992       | Aleksandr Volkov, Toktar Aubakirov, Franz Viehböck             | Mir      | Riuscito  |
| 70 | Sojuz TM-13 | Aleksandr Volkov, Sergej Krikalëv, Klaus-Dietrich Flade           | Sojuz TM | 2 ottobre 1991   | 25 marzo 1992       |                                                                | Mir      | Riuscito  |
| 71 | Sojuz TM-14 |                                                                   | Sojuz TM | 17 marzo 1992    | 10 agosto 1992      | Aleksandr Viktorenko, Aleksandr Kaleri, Klaus-Dietrich Flade   | Mir      | Riuscito  |
| 71 | Sojuz TM-14 | Aleksandr Viktorenko, Aleksandr Kaleri, Michel Tognini            | Sojuz TM | 17 marzo 1992    | 10 agosto 1992      |                                                                | Mir      | Riuscito  |
| 72 | Sojuz TM-15 |                                                                   | Sojuz TM | 27 luglio 1992   | 1 febbraio 1993     | Anatolij Solov'ëv, Sergej Avdeev, Michel Tognini               | Mir      | Riuscito  |
| 72 | Sojuz TM-15 | Anatolij Solov'ëv, Sergej Avdeev                                  | Sojuz TM | 27 luglio 1992   | 1 febbraio 1993     |                                                                | Mir      | Riuscito  |
| 73 | Sojuz TM-16 |                                                                   | Sojuz TM | 24 gennaio 1993  | 22 luglio 1993      | Gennadij Manakov, Aleksandr Poleščuk                           | Mir      | Riuscito  |
| 73 | Sojuz TM-16 | Gennadij Manakov, Aleksandr Poleščuk, Jean-Pierre Haigneré        | Sojuz TM | 24 gennaio 1993  | 22 luglio 1993      |                                                                | Mir      | Riuscito  |
| 74 | Sojuz TM-17 |                                                                   | Sojuz TM | 1 luglio 1993    | 14 gennaio 1994     | Vasilij Cibliev, Aleksandr Serebrov, Jean-Pierre Haigneré      | Mir      | Riuscito  |
| 74 | Sojuz TM-17 | Vasilij Cibliev, Aleksandr Serebrov                               | Sojuz TM | 1 luglio 1993    | 14 gennaio 1994     |                                                                | Mir      | Riuscito  |
| 75 | Sojuz TM-18 |                                                                   | Sojuz TM | 8 gennaio 1994   | 9 luglio 1994       | Viktor Afanas'ev, Jurij Usačëv, Valeri Polyakov                | Mir      | Riuscito  |
| 75 | Sojuz TM-18 | Viktor Afanas'ev, Jurij Usačëv                                    | Sojuz TM | 8 gennaio 1994   | 9 luglio 1994       |                                                                | Mir      | Riuscito  |
| 76 | Sojuz TM-19 |                                                                   | Sojuz TM | 1 luglio 1994    | 4 novembre 1994     | Jurij Malenčenko, Talğat Musabaev                              | Mir      | Riuscito  |
| 76 | Sojuz TM-19 | Jurij Malenčenko, Talğat Musabaev, Ulf Merbold                    | Sojuz TM | 1 luglio 1994    | 4 novembre 1994     |                                                                | Mir      | Riuscito  |
| 77 | Sojuz TM-20 |                                                                   | Sojuz TM | 4 ottobre 1994   | 22 marzo 1995       | Aleksandr Viktorenko, Elena Kondakova, Ulf Merbold             | Mir      | Riuscito  |
| 77 | Sojuz TM-20 | Aleksandr Viktorenk, Elena Kondakova, Valerij Poljakov            | Sojuz TM | 4 ottobre 1994   | 22 marzo 1995       |                                                                | Mir      | Riuscito  |
| 78 | Sojuz TM-21 |                                                                   | Sojuz TM | 14 marzo 1995    | 1 settembre 1995    | Vladimir Dežurov, Gennady Strekalov, Norman Thagard            | Mir      | Riuscito  |
| 78 | Sojuz TM-21 | Anatolij Solov'ëv, Nikolaj Budarin                                | Sojuz TM | 14 marzo 1995    | 1 settembre 1995    |                                                                | Mir      | Riuscito  |
| 79 | Sojuz TM-22 |                                                                   | Sojuz TM | 3 settembre 1995 | 29 febbraio 1996    | Jurij Gidzenko, Sergej Avdeev, Thomas Reiter                   | Mir      | Riuscito  |
| 80 | Sojuz TM-23 |                                                                   | Sojuz TM | 21 febbraio 1996 | 2 settembre 1996    | Jurij Onufrienko, Jurij Usačëv                                 | Mir      | Riuscito  |
| 80 | Sojuz TM-23 | Jurij Onufrienko, Jurij Usačëv, Claudie Haigneré                  | Sojuz TM | 21 febbraio 1996 | 2 settembre 1996    |                                                                | Mir      | Riuscito  |
| 81 | Sojuz TM-24 |                                                                   | Sojuz TM | 17 agosto 1996   | 2 marzo 1997        | Valerij Korzun, Aleksandr Kaleri, Claudie Haigneré             | Mir      | Riuscito  |
| 81 | Sojuz TM-24 | Valerij Korzun, Aleksandr Kaleri, Reinhold Ewald                  | Sojuz TM | 17 agosto 1996   | 2 marzo 1997        |                                                                | Mir      | Riuscito  |
| 82 | Sojuz TM-25 |                                                                   | Sojuz TM | 10 febbraio 1997 | 14 agosto 1997      | Vasilij Cibliev, Aleksandr Lazutkin, Reinhold Ewald            | Mir      | Riuscito  |
| 82 | Sojuz TM-25 | Vasilij Cibliev, Aleksandr Lazutkin                               | Sojuz TM | 10 febbraio 1997 | 14 agosto 1997      |                                                                | Mir      | Riuscito  |
| 83 | Sojuz TM-26 |                                                                   | Sojuz TM | 5 agosto 1997    | 19 febbraio 1998    | Anatolij Solov'ëv, Pavel Vinogradov                            | Mir      | Riuscito  |
| 83 | Sojuz TM-26 | Anatolij Berezovoj, Valentin Lebedev, Léopold Eyharts             | Sojuz TM | 5 agosto 1997    | 19 febbraio 1998    |                                                                | Mir      | Riuscito  |
| 84 | Sojuz TM-27 |                                                                   | Sojuz TM | 29 gennaio 1998  | 25 agosto 1998      | Talğat Musabaev, Nikolaj Budarin, Léopold Eyharts              | Mir      | Riuscito  |
| 84 | Sojuz TM-27 | Talğat Musabaev, Nikolaj Budarin, Jurij Baturin                   | Sojuz TM | 29 gennaio 1998  | 25 agosto 1998      |                                                                | Mir      | Riuscito  |
| 85 | Sojuz TM-28 |                                                                   | Sojuz TM | 13 agosto 1998   | 28 febbraio 1999    | Gennadij Padalka, Sergej Avdeev, Jurij Baturin                 | Mir      | Riuscito  |
| 85 | Sojuz TM-28 | Gennadij Padalka, Ivan Bella                                      | Sojuz TM | 13 agosto 1998   | 28 febbraio 1999    |                                                                | Mir      | Riuscito  |
| 86 | Sojuz TM-29 |                                                                   | Sojuz TM | 20 febbraio 1999 | 28 agosto 1999      | Viktor Afanas'ev, Jean-Pierre Haigneré, Ivan Bella             | Mir      | Riuscito  |
| 86 | Sojuz TM-29 | Viktor Afanas'ev, Jean-Pierre Haigneré, Sergej Avdeev             | Sojuz TM | 20 febbraio 1999 | 28 agosto 1999      |                                                                | Mir      | Riuscito  |
| 87 | Sojuz TM-30 |                                                                   | Sojuz TM | 4 aprile 2000    | 16 giugno 2000      | Sergej Zalëtin, Aleksandr Kaleri                               | Mir      | Riuscito  |
| 88 | Sojuz TM-31 |                                                                   | Sojuz TM | 31 ottobre 2000  | 6 maggio 2001       | Jurij Gidzenko, Sergej Krikalëv, William Shepherd              | ISS      | Riuscito  |
| 88 | Sojuz TM-31 | Talğat Musabaev, Jurij Baturin, Dennis Tito (Turista)             | Sojuz TM | 31 ottobre 2000  | 6 maggio 2001       |                                                                | ISS      | Riuscito  |
| 89 | Sojuz TM-32 |                                                                   | Sojuz TM | 28 aprile 2001   | 31 ottobre 2001     | Talğat Musabaev, Jurij Baturin, Dennis Tito (Turista)          | ISS      | Riuscito  |
| 89 | Sojuz TM-32 | Viktor Afanas'ev, Claudie Haigneré, Konstantin Kozeev             | Sojuz TM | 28 aprile 2001   | 31 ottobre 2001     |                                                                | ISS      | Riuscito  |
| 90 | Sojuz TM-33 |                                                                   | Sojuz TM | 21 ottobre 2001  | 5 maggio 2002       | Viktor Afanas'ev, Claudie Haigneré, Konstantin Kozeev          | ISS      | Riuscito  |
| 90 | Sojuz TM-33 | Jurij Gidzenko, Roberto Vittori, / Mark Shuttleworth (Turista)    | Sojuz TM | 21 ottobre 2001  | 5 maggio 2002       |                                                                | ISS      | Riuscito  |
| 91 | Soyuz TM-34 |                                                                   | Sojuz TM | 25 aprile 2002   | 10 novembre 2002    | Jurij Gidzenko, Roberto Vittori, / Mark Shuttleworth (Turista) | ISS      | Riuscito  |
| 91 | Soyuz TM-34 | Sergej Zalëtin, Frank De Winne, Jurij Lončakov                    | Sojuz TM | 25 aprile 2002   | 10 novembre 2002    |                                                                | ISS      | Riuscito  |

## Sojuz TMA (2002-2012)
Primo modello a includere un glass cockpit su richiesta della NASA, fu inoltre aumentato lo spazio disponibile per l'equipaggio.
| N°  | Missione     | Emblema                                                            | Modello   | Data di lancio    | Data di atterraggio | Equipaggio                                                         | Aggancio | Risultato |
| --- | ------------ | ------------------------------------------------------------------ | --------- | ----------------- | ------------------- | ------------------------------------------------------------------ | -------- | --------- |
| 92  | Sojuz TMA-1  |                                                                    | Sojuz TMA | 30 ottobre 2002   | 4 maggio 2003       | Sergei Zalyotin, Frank De Winne, Jurij Lončakov                    | ISS      | Riuscito  |
| 92  | Sojuz TMA-1  | Nikolaj Budarin, Kenneth Bowersox, Donald Pettit                   | Sojuz TMA | 30 ottobre 2002   | 4 maggio 2003       |                                                                    | ISS      | Riuscito  |
| 93  | Soyuz TMA-2  |                                                                    | Sojuz TMA | 26 aprile 2003    | 28 ottobre 2003     | Jurij Malenčenko, Edward Tsang Lu                                  | ISS      | Riuscito  |
| 93  | Soyuz TMA-2  | Jurij Malenčenko, Edward Tsang Lu, Pedro Duque                     | Sojuz TMA | 26 aprile 2003    | 28 ottobre 2003     |                                                                    | ISS      | Riuscito  |
| 94  | Sojuz TMA-3  |                                                                    | Sojuz TMA | 18 ottobre 2003   | 30 aprile 2004      | Aleksandr Kaleri, / Michael Foale, Pedro Duque                     | ISS      | Riuscito  |
| 94  | Sojuz TMA-3  | Aleksandr Kaleri, / Michael Foale, André Kuipers                   | Sojuz TMA | 18 ottobre 2003   | 30 aprile 2004      |                                                                    | ISS      | Riuscito  |
| 95  | Sojuz TMA-4  |                                                                    | Sojuz TMA | 19 aprile 2004    | 24 ottobre 2004     | Gennadij Padalka, Michael Fincke, André Kuipers                    | ISS      | Riuscito  |
| 95  | Sojuz TMA-4  | Gennadij Padalka, Michael Fincke, Jurij Šargin                     | Sojuz TMA | 19 aprile 2004    | 24 ottobre 2004     |                                                                    | ISS      | Riuscito  |
| 96  | Sojuz TMA-5  |                                                                    | Sojuz TMA | 14 ottobre 2004   | 24 aprile 2005      | Saližan Šaripov, Leroy Chiao, Jurij Šargin                         | ISS      | Riuscito  |
| 96  | Sojuz TMA-5  | Saližan Šaripov, Leroy Chiao, Roberto Vittori                      | Sojuz TMA | 14 ottobre 2004   | 24 aprile 2005      |                                                                    | ISS      | Riuscito  |
| 97  | Sojuz TMA-6  |                                                                    | Sojuz TMA | 15 aprile 2005    | 15 ottobre 2005     | Sergej Krikalëv, John Phillips, Roberto Vittori                    | ISS      | Riuscito  |
| 97  | Sojuz TMA-6  | Sergej Krikalëv, John Phillips, Gregory Olsen (Turista)            | Sojuz TMA | 15 aprile 2005    | 15 ottobre 2005     |                                                                    | ISS      | Riuscito  |
| 98  | Sojuz TMA-7  |                                                                    | Sojuz TMA | 1 ottobre 2005    | 8 aprile 2006       | Valerij Tokarev, William McArthur, Gregory Olsen (Turista)         | ISS      | Riuscito  |
| 98  | Sojuz TMA-7  | Valerij Tokarev, William McArthur, Marcos Pontes                   | Sojuz TMA | 1 ottobre 2005    | 8 aprile 2006       |                                                                    | ISS      | Riuscito  |
| 99  | Sojuz TMA-8  |                                                                    | Sojuz TMA | 30 marzo 2006     | 29 settembre 2006   | Pavel Vinogradov, Jeffrey Williams, Marcos Pontes                  | ISS      | Riuscito  |
| 99  | Sojuz TMA-8  | Pavel Vinogradov, Jeffrey Williams, / Anousheh Ansari (Turista)    | Sojuz TMA | 30 marzo 2006     | 29 settembre 2006   |                                                                    | ISS      | Riuscito  |
| 100 | Sojuz TMA-9  |                                                                    | Sojuz TMA | 18 settembre 2006 | 21 aprile 2007      | Michail Tjurin, Michael López-Alegría, / Anousheh Ansari (Turista) | ISS      | Riuscito  |
| 100 | Sojuz TMA-9  | Michail Tjurin, Michael López-Alegría, / Charles Simonyi (Turista) | Sojuz TMA | 18 settembre 2006 | 21 aprile 2007      |                                                                    | ISS      | Riuscito  |
| 101 | Sojuz TMA-10 |                                                                    | Sojuz TMA | 7 aprile 2007     | 21 ottobre 2007     | Oleg Kotov, Fëdor Jurčichin, / Charles Simonyi (Turista)           | ISS      | Riuscito  |
| 101 | Sojuz TMA-10 | Oleg Kotov, Fëdor Jurčichin, Sheikh Muszaphar Shukor               | Sojuz TMA | 7 aprile 2007     | 21 ottobre 2007     |                                                                    | ISS      | Riuscito  |
| 102 | Sojuz TMA-11 |                                                                    | Sojuz TMA | 10 ottobre 2007   | 19 aprile 2008      | Jurij Malenčenko, Peggy Whitson, Sheikh Muszaphar Shukor           | ISS      | Riuscito  |
| 102 | Sojuz TMA-11 | Jurij Malenčenko, Peggy Whitson, Yi So-yeon                        | Sojuz TMA | 10 ottobre 2007   | 19 aprile 2008      |                                                                    | ISS      | Riuscito  |
| 103 | Sojuz TMA-12 |                                                                    | Sojuz TMA | 8 aprile 2008     | 24 ottobre 2008     | Sergej Volkov, Oleg Kononenko, Yi So-Yeon                          | ISS      | Riuscito  |
| 103 | Sojuz TMA-12 | Sergej Volkov, Oleg Kononenko, / Richard Garriott (Turista)        | Sojuz TMA | 8 aprile 2008     | 24 ottobre 2008     |                                                                    | ISS      | Riuscito  |
| 104 | Sojuz TMA-13 |                                                                    | Sojuz TMA | 12 ottobre 2008   | 8 aprile 2009       | Jurij Lončakov, Michael Fincke, / Richard Garriott (Turista)       | ISS      | Riuscito  |
| 104 | Sojuz TMA-13 | Jurij Lončakov, Michael Fincke, / Charles Simonyi                  | Sojuz TMA | 12 ottobre 2008   | 8 aprile 2009       |                                                                    | ISS      | Riuscito  |
| 105 | Sojuz TMA-14 |                                                                    | Sojuz TMA | 26 marzo 2009     | 11 ottobre 2009     | Gennadij Padalka, Michael Barratt, / Charles Simonyi               | ISS      | Riuscito  |
| 105 | Sojuz TMA-14 | Gennadij Padalka, Michael Barratt, Guy Laliberté (Turista)         | Sojuz TMA | 26 marzo 2009     | 11 ottobre 2009     |                                                                    | ISS      | Riuscito  |
| 106 | Sojuz TMA-15 |                                                                    | Sojuz TMA | 27 maggio 2009    | 1 dicembre 2009     | Roman Romanenko, Frank De Winne, Robert Thirsk                     | ISS      | Riuscito  |
| 107 | Sojuz TMA-16 |                                                                    | Sojuz TMA | 30 settembre 2009 | 18 marzo 2010       | Maksim Suraev, Jeffrey Williams, Guy Laliberté (Turista)           | ISS      | Riuscito  |
| 107 | Sojuz TMA-16 | Maksim Suraev, Jeffrey Williams                                    | Sojuz TMA | 30 settembre 2009 | 18 marzo 2010       |                                                                    | ISS      | Riuscito  |
| 108 | Sojuz TMA-17 |                                                                    | Sojuz TMA | 20 dicembre 2009  | 2 giugno 2010       | Oleg Kotov, Timothy Creamer, Soichi Noguchi                        | ISS      | Riuscito  |
| 109 | Sojuz TMA-18 |                                                                    | Sojuz TMA | 2 aprile 2010     | 25 settembre 2010   | Aleksandr Skvorcov, Michail Kornienko, Tracy Caldwell Dyson        | ISS      | Riuscito  |
| 110 | Sojuz TMA-19 |                                                                    | Sojuz TMA | 16 giugno 2010    | 26 novembre 2010    | Fëdor Jurčichin, Shannon Walker, Douglas H. Wheelock               | ISS      | Riuscito  |
| 112 | Sojuz TMA-20 |                                                                    | Sojuz TMA | 15 dicembre 2010  | 24 maggio 2011      | Dmitrij Kondrat'ev, Catherine Coleman, Paolo Nespoli               | ISS      | Riuscito  |
| 113 | Sojuz TMA-21 |                                                                    | Sojuz TMA | 5 aprile 2011     | 16 settembre 2011   | Aleksandr Samokutjaev, Andrej Borisenko, Ronald Garan              | ISS      | Riuscito  |
| 115 | Sojuz TMA-22 |                                                                    | Sojuz TMA | 14 novembre 2011  | 27 aprile 2012      | Anton Škaplerov, Anatolij Ivanišin, Daniel Burbank                 | ISS      | Riuscito  |

## Sojuz TMA-M (2010-2016)
La Sojuz TMA-M è l'ultima navetta della serie TMA, che ha terminato il suo servizio nel 2016 e ha lasciato spazio al nuovo modello MS. La TMA-M, a differenza della precedente, vede la sostituzione di 36 strumenti analogici e del vecchio computer di bordo Argon, con 19 strumenti digitali ed il nuovo computer di bordo TsVM-101, che ha comportato una riduzione del peso, insieme ad altre migliorie, di circa 70 kg.
| N°  | Missione      | Emblema                                            | Modello     | Data di lancio    | Data di atterraggio | Equipaggio                                                | Aggancio | Risultato |
| --- | ------------- | -------------------------------------------------- | ----------- | ----------------- | ------------------- | --------------------------------------------------------- | -------- | --------- |
| 111 | Sojuz TMA-01M |                                                    | Sojuz TMA-M | 8 ottobre 2010    | 16 marzo 2011       | Aleksandr Kaleri, Oleg Skripočka, Scott Kelly             | ISS      | Riuscito  |
| 114 | Sojuz TMA-02M |                                                    | Sojuz TMA-M | 8 giugno 2011     | 22 novembre 2011    | Sergej Volkov, Michael E. Fossum, Satoshi Furukawa        | ISS      | Riuscito  |
| 116 | Sojuz TMA-03M |                                                    | Sojuz TMA-M | 21 dicembre 2011  | 1 luglio 2012       | Oleg Kononenko, André Kuipers, Donald Pettit              | ISS      | Riuscito  |
| 117 | Sojuz TMA-04M |                                                    | Sojuz TMA-M | 15 maggio 2012    | 17 settembre 2012   | Gennadij Padalka, Sergej Revin, Joseph Acaba              | ISS      | Riuscito  |
| 118 | Sojuz TMA-05M |                                                    | Sojuz TMA-M | 15 luglio 2012    | 19 novembre 2012    | Jurij Malenčenko, Sunita Williams, Akihiko Hoshide        | ISS      | Riuscito  |
| 119 | Sojuz TMA-06M |                                                    | Sojuz TMA-M | 23 ottobre 2012   | 16 marzo 2013       | Oleg Novickij, Evgenij Tarelkin, Kevin Ford               | ISS      | Riuscito  |
| 120 | Sojuz TMA-07M |                                                    | Sojuz TMA-M | 19 dicembre 2012  | 14 maggio 2013      | Roman Romanenko, Chris Hadfield, Thomas Marshburn         | ISS      | Riuscito  |
| 121 | Sojuz TMA-08M |                                                    | Sojuz TMA-M | 29 marzo 2013     | 11 settembre 2013   | Pavel Vinogradov, Aleksandr Misurkin, Christopher Cassidy | ISS      | Riuscito  |
| 122 | Sojuz TMA-09M |                                                    | Sojuz TMA-M | 29 maggio 2013    | 11 novembre 2013    | Fëdor Jurčichin, Karen L. Nyberg, Luca Parmitano          | ISS      | Riuscito  |
| 123 | Sojuz TMA-10M |                                                    | Sojuz TMA-M | 26 settembre 2013 | 11 marzo 2014       | Oleg Kotov, Sergej Rjazanskij, Michael Hopkins            | ISS      | Riuscito  |
| 124 | Sojuz TMA-11M |                                                    | Sojuz TMA-M | 7 novembre 2013   | 14 maggio 2014      | Michail Tjurin, Richard Mastracchio, Koichi Wakata        | ISS      | Riuscito  |
| 125 | Sojuz TMA-12M |                                                    | Sojuz TMA-M | 26 marzo 2014     | 11 settembre 2014   | Aleksandr Skvorcov, Oleg Artem'ev, Steven Swanson         | ISS      | Riuscito  |
| 126 | Sojuz TMA-13M |                                                    | Sojuz TMA-M | 28 maggio 2014    | 10 novembre 2014    | Maksim Suraev, Gregory Wiseman, Alexander Gerst           | ISS      | Riuscito  |
| 127 | Sojuz TMA-14M |                                                    | Sojuz TMA-M | 26 settembre 2014 | 12 marzo 2015       | Aleksandr Samokutjaev, Elena Serova, Barry Wilmore        | ISS      | Riuscito  |
| 128 | Sojuz TMA-15M |                                                    | Sojuz TMA-M | 24 novembre 2014  | 11 giugno 2015      | Anton Škaplerov, Samantha Cristoforetti, Terry Virts      | ISS      | Riuscito  |
| 129 | Sojuz TMA-16M |                                                    | Sojuz TMA-M | 27 marzo 2015     | 12 settembre 2015   | Gennadij Padalka, Michail Kornienko, Scott Kelly          | ISS      | Riuscito  |
| 129 | Sojuz TMA-16M | Gennadij Padalka, Andreas Mogensen, Ajdyn Aimbetov | Sojuz TMA-M | 27 marzo 2015     | 12 settembre 2015   |                                                           | ISS      | Riuscito  |
| 130 | Sojuz TMA-17M |                                                    | Sojuz TMA-M | 23 luglio 2015    | 11 dicembre 2015    | Oleg Kononenko, Kimiya Yui, Kjell Lindgren                | ISS      | Riuscito  |
| 131 | Sojuz TMA-18M |                                                    | Sojuz TMA-M | 2 settembre 2015  | 2 marzo 2016        | Sergej Volkov, Andreas Mogensen, Ajdyn Aimbetov           | ISS      | Riuscito  |
| 131 | Sojuz TMA-18M | Sergej Volkov, Michail Kornienko, Scott Kelly      | Sojuz TMA-M | 2 settembre 2015  | 2 marzo 2016        |                                                           | ISS      | Riuscito  |
| 132 | Sojuz TMA-19M |                                                    | Sojuz TMA-M | 15 dicembre 2015  | 18 giugno 2016      | Jurij Malenčenko, Timothy Kopra, Timothy Peake            | ISS      | Riuscito  |
| 133 | Sojuz TMA-20M |                                                    | Sojuz TMA-M | 19 marzo 2016     | 7 settembre 2016    | Aleksej Ovčinin, Oleg Skripočka, Jeffrey Williams         | ISS      | Riuscito  |

## Sojuz MS (2016-)
L'ultima navetta della serie Soyuz vede un cambiamento sostanzioso, tra i miglioramenti più importanti vi sono: miglioramenti all'efficienza dei pannelli solari, una quinta batteria, sostituzione di vari sistemi relativi alla comunicazione via radio, il nuovo sistema di docking automatico Kurs-NA e luci a LED in sostituzione delle luci alogene.
| N°  | Missione    | Modello  | Data di lancio    | Data di atterraggio         | Equipaggio                                                                   | Aggancio | Risultato |
| --- | ----------- | -------- | ----------------- | --------------------------- | ---------------------------------------------------------------------------- | -------- | --------- |
| 134 | Sojuz MS-01 | Sojuz MS | 7 luglio 2016     | 30 ottobre 2016             | Anatolij Ivanišin, Takuya Ōnishi, Kathleen Rubins                            | ISS      | Riuscito  |
| 135 | Sojuz MS-02 | Sojuz MS | 19 ottobre 2016   | 25 febbraio 2017            | Sergej Ryžikov, Andrej Borisenko, Robert Kimbrough                           | ISS      | Riuscito  |
| 136 | Sojuz MS-03 | Sojuz MS | 17 novembre 2016  | 2 giugno 2017               | Oleg Novickij, Thomas Pesquet, Peggy Whitson                                 | ISS      | Riuscito  |
| 136 | Sojuz MS-03 | Sojuz MS | 17 novembre 2016  | 2 giugno 2017               | Oleg Novickij, Thomas Pesquet                                                | ISS      | Riuscito  |
| 137 | Sojuz MS-04 | Sojuz MS | 20 aprile 2017    | 3 settembre 2017            | Fëdor Jurčichin, Jack Fischer                                                | ISS      | Riuscito  |
| 137 | Sojuz MS-04 | Sojuz MS | 20 aprile 2017    | 3 settembre 2017            | Fëdor Jurčichin, Jack Fischer, Peggy Whitson                                 | ISS      | Riuscito  |
| 138 | Sojuz MS-05 | Sojuz MS | 28 luglio 2017    | 14 dicembre 2017            | Sergej Rjazanskij, Randolph Bresnik, Paolo Nespoli                           | ISS      | Riuscito  |
| 139 | Sojuz MS-06 | Sojuz MS | 12 settembre 2017 | 28 febbraio 2018            | Aleksandr Misurkin, Mark Vande Hei, Joseph Acaba                             | ISS      | Riuscito  |
| 140 | Sojuz MS-07 | Sojuz MS | 17 dicembre 2017  | 3 giugno 2018               | Anton Škaplerov, Scott Tingle, Norishige Kanai                               | ISS      | Riuscito  |
| 141 | Sojuz MS-08 | Sojuz MS | 21 marzo 2018     | 4 ottobre 2018              | Oleg Artem'ev, Andrew Feustel, Richard Arnold                                | ISS      | Riuscito  |
| 142 | Sojuz MS-09 | Sojuz MS | 6 giugno 2018     | 20 giugno 2018              | Sergej Prokop'ev, Alexander Gerst, Serena Auñón-Chancellor                   | ISS      | Riuscito  |
| 143 | Sojuz MS-10 | Sojuz MS | 10 ottobre 2018   | 10 ottobre 2018             | Aleksej Ovčinin, Nick Hague (Lancio fallito durante il distacco dei booster) |          | Fallito   |
| 144 | Sojuz MS-11 | Sojuz MS | 3 dicembre 2018   | 25 giugno 2018              | Oleg Kononenko, David Saint-Jacques, Anne McClain                            | ISS      | Riuscito  |
| 145 | Sojuz MS-12 | Sojuz MS | 14 marzo 2019     | 3 ottobre 2019              | Aleksej Ovčinin, Nick Hague, Christina Koch                                  | ISS      | Riuscito  |
| 145 | Sojuz MS-12 | Sojuz MS | 14 marzo 2019     | 3 ottobre 2019              | Aleksej Ovčinin, Nick Hague, Hazza Al Mansouri                               | ISS      | Riuscito  |
| 146 | Sojuz MS-13 | Sojuz MS | 21 luglio 2019    | 6 febbraio 2020             | Aleksandr Skvorcov, Luca Parmitano, Andrew Morgan                            | ISS      | Riuscito  |
| 146 | Sojuz MS-13 | Sojuz MS | 21 luglio 2019    | 6 febbraio 2020             | Aleksandr Skvorcov, Luca Parmitano, Christina Koch                           | ISS      | Riuscito  |
| 147 | Sojuz MS-14 | Sojuz MS | 22 agosto 2019    | 6 settembre 2019            | Volo automatico                                                              | ISS      | Riuscito  |
| 148 | Sojuz MS-15 | Sojuz MS | 25 settembre 2019 | 17 aprile 2020              | Oleg Skripočka, Jessica Meir, Hazza Al Mansouri                              | ISS      | Riuscito  |
| 148 | Sojuz MS-15 | Sojuz MS | 25 settembre 2019 | 17 aprile 2020              | Oleg Skripočka, Jessica Meir, Andrew Morgan                                  | ISS      | Riuscito  |
| 149 | Sojuz MS-16 | Sojuz MS | 9 aprile 2020     | 22 ottobre 2020             | Anatolij Ivanišin, Ivan Vagner, Christopher Cassidy                          | ISS      | Riuscito  |
| 150 | Sojuz MS-17 | Sojuz MS | 14 ottobre 2020   | 17 aprile 2021              | Sergej Ryžikov, Sergej Kud'-Sverčkov, Kathleen Rubins                        | ISS      | Riuscito  |
| 151 | Sojuz MS-18 | Sojuz MS | 9 aprile 2021     | 17 ottobre 2021             | Oleg Novickij, Pëtr Dubrov, Mark Vande Hei                                   | ISS      | Riuscito  |
| 151 | Sojuz MS-18 | Sojuz MS | 9 aprile 2021     | 17 ottobre 2021             | Oleg Novickij, Klim Šipenko, Julija Peresil'd                                | ISS      | Riuscito  |
| 152 | Sojuz MS-19 | Sojuz MS | 5 ottobre 2021    | 30 marzo 2022               | Anton Škaplerov, Klim Šipenko, Julija Peresil'd                              | ISS      | Riuscito  |
| 152 | Sojuz MS-19 | Sojuz MS | 5 ottobre 2021    | 30 marzo 2022               | Anton Škaplerov, Pëtr Dubrov, Mark Vande Hei                                 | ISS      | Riuscito  |
| 153 | Sojuz MS-20 | Sojuz MS | 8 dicembre 2021   | 20 dicembre 2021            | Aleksandr Misurkin, Yūsaku Maezawa, Yozo Hirano                              | ISS      | Riuscito  |
| 154 | Sojuz MS-21 | Sojuz MS | 18 marzo 2022     | 29 settembre 2022           | Oleg Artem'ev, Denis Matveev, Sergej Korsakov                                | ISS      | Riuscito  |
| 155 | Sojuz MS-22 | Sojuz MS | 21 settembre 2022 | 28 marzo 2023               | Sergej Prokop'ev, Dmitrij Petelin, Francisco Rubio                           | ISS      | Parziale  |
| 155 | Sojuz MS-22 | Sojuz MS | 21 settembre 2022 | 28 marzo 2023               | Nessuno                                                                      | ISS      | Parziale  |
| 156 | Sojuz MS-23 | Sojuz MS | 24 febbraio 2022  | 27 settembre 2023           | Nessuno                                                                      | ISS      | Riuscito  |
| 156 | Sojuz MS-23 | Sojuz MS | 24 febbraio 2022  | 27 settembre 2023           | Sergej Prokop'ev, Dmitrij Petelin, Francisco Rubio                           | ISS      | Riuscito  |
| 157 | Sojuz MS-24 | Sojuz MS | 15 settembre 2023 | 6 aprile 2024               | Oleg Kononenko, Nikolaj Čub, Loral O'Hara                                    | ISS      | Riuscito  |
| 157 | Sojuz MS-24 | Sojuz MS | 15 settembre 2023 | 6 aprile 2024               | Oleg Novickij, Loral O'Hara, Marina Vasilevskaja                             | ISS      | Riuscito  |
| 158 | Sojuz MS-25 | Sojuz MS | 23 marzo 2024     | 23 settembre 2024           | Oleg Novickij, Tracy Caldwell Dyson, Marina Vasilevskaja                     | ISS      | Riuscito  |
| 158 | Sojuz MS-25 | Sojuz MS | 23 marzo 2024     | 23 settembre 2024           | Oleg Kononenko, Nikolaj Čub, Tracy Caldwell Dyson                            | ISS      | Riuscito  |
| 159 | Sojuz MS-26 | Sojuz MS | 11 settembre 2024 | 20 aprile 2025              | Aleksej Ovčinin, Ivan Vagner, Donald Pettit                                  | ISS      | Riuscito  |
| 160 | Sojuz MS-27 | Sojuz MS | 8 aprile 2025     | Dicembre 2025 (pianificato) | Sergej Ryžikov, Alekej Zubrickij, Jonathan Kim                               | ISS      | In orbita |

## Statistiche

### Lanci per anno
Numero di lanciPeriodo0510152025301965-19691985-19892005-20097K-OK7K-L17K-L1E7K-OKS7K-LOK7K-T7K-TM7K-T/A97K-STTMTMATMA-MMS

### Lanci per esito
Numero di lanciTipo051015202530357k-OK7k-OKS7k-TMTTMA-MSuccessoParzialeFallimento